# Викториапитек
Викториапитек (лат. Victoriapithecus) — род вымерших в миоцене обезьян Старого Света из семейства мартышковых. Имеется единственный вид Victoriapithecus macinnesi.
Был описан Густавом фон Кёнигсвальдом из одного ископаемого образца, обнаруженного рядом с озером Виктория в Кении. Единственный полный череп викториопитека был найден в 1997 году на острове Мабоко. Датируется средним миоценом. Викториапитек был тесно связан с двумя или тремя вымершими видами рода Prohylobates.
У викториапитеков 20 млн лет назад существовал двускатный (билофодонтный) тип моляров, являвшийся адаптацией к питанию семенами. Зубная формула 2:1:2:3 на верхней и нижней челюстях. Victoriapithecus macinnesi имел размер 50—80 см и среднюю массу тела около 5—7 кг. Объём мозга, по данным биологов из университета Дьюка (США), составлял 36 см³, что в два раза меньше, чем у сходных по размеру современных обезьян. 